# 法鼓山新加坡護法會
法鼓山新加坡護法會（英語：Dharma Drum Singapore）是中華民國佛教團體法鼓山在新加坡設立的分支機構，成立於1996年，2004年在新加坡社團註冊局註冊為正式組織。該機構以舉辦佛學課程、禪修活動和社區服務為主要任務。

## 組織背景
法鼓山新加坡護法會由一群信眾於1996年成立，宗旨為推廣法鼓山創辦人聖嚴法師的佛教理念，包括「心靈環保」和「提升人的品質」。該會在2004年正式註冊為非營利組織，並受新加坡社團監管機構管理。

## 活動
法鼓山新加坡護法會舉辦定期的佛學課程、禪修班、誦經法會與佛教讀書會等活動，參與者涵蓋不同年齡層。會內設有若干義工小組，如殿堂組、禪修組、教育組與生命關懷組，協助日常運作與活動安排。除宗教性質的活動外，該會亦參與社區關懷工作，例如長者關懷、環保倡導與慈善募捐活動。